# Michaeliskirche (Kirchenlamitz)

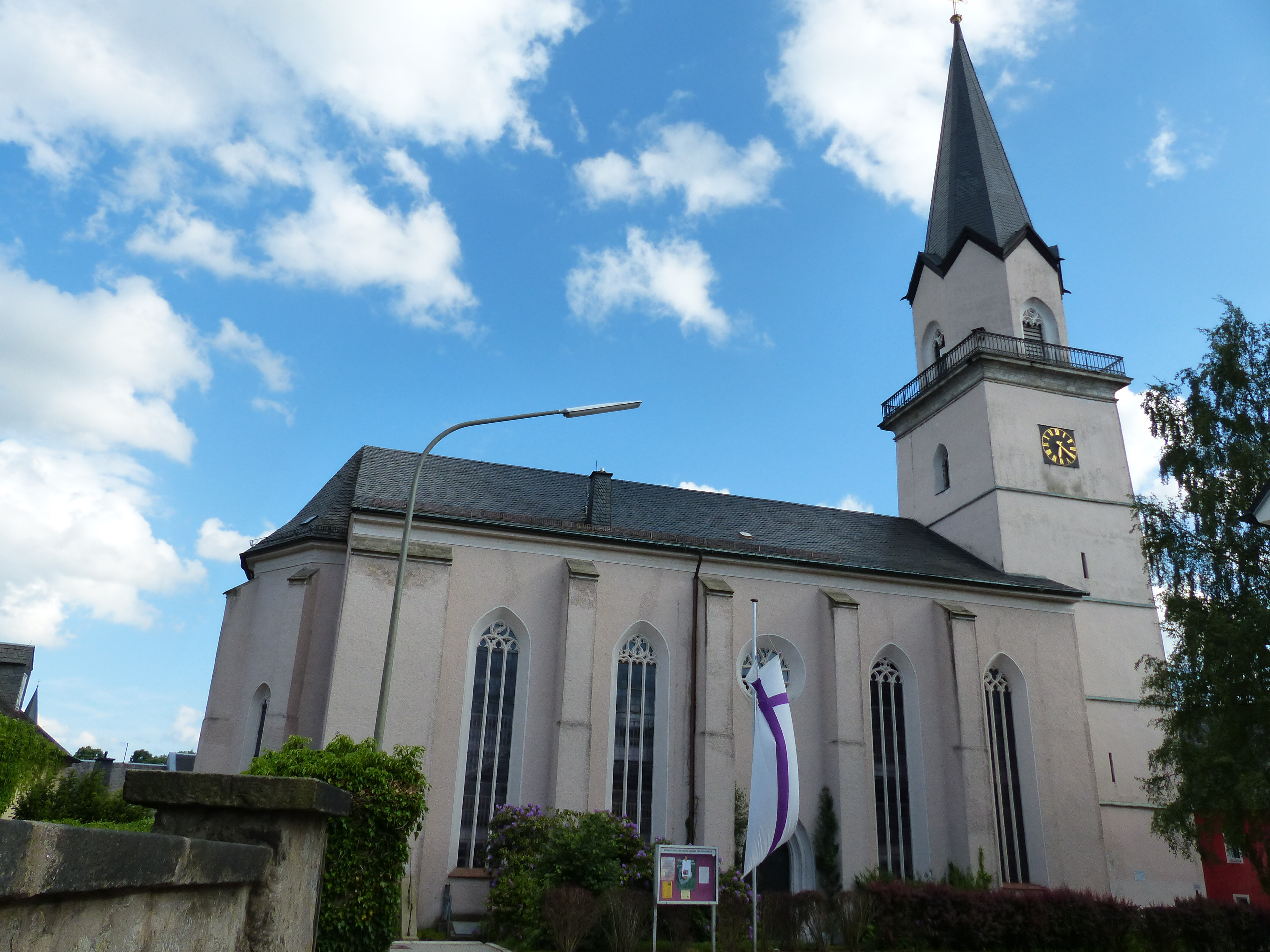
Ansicht der Kirche

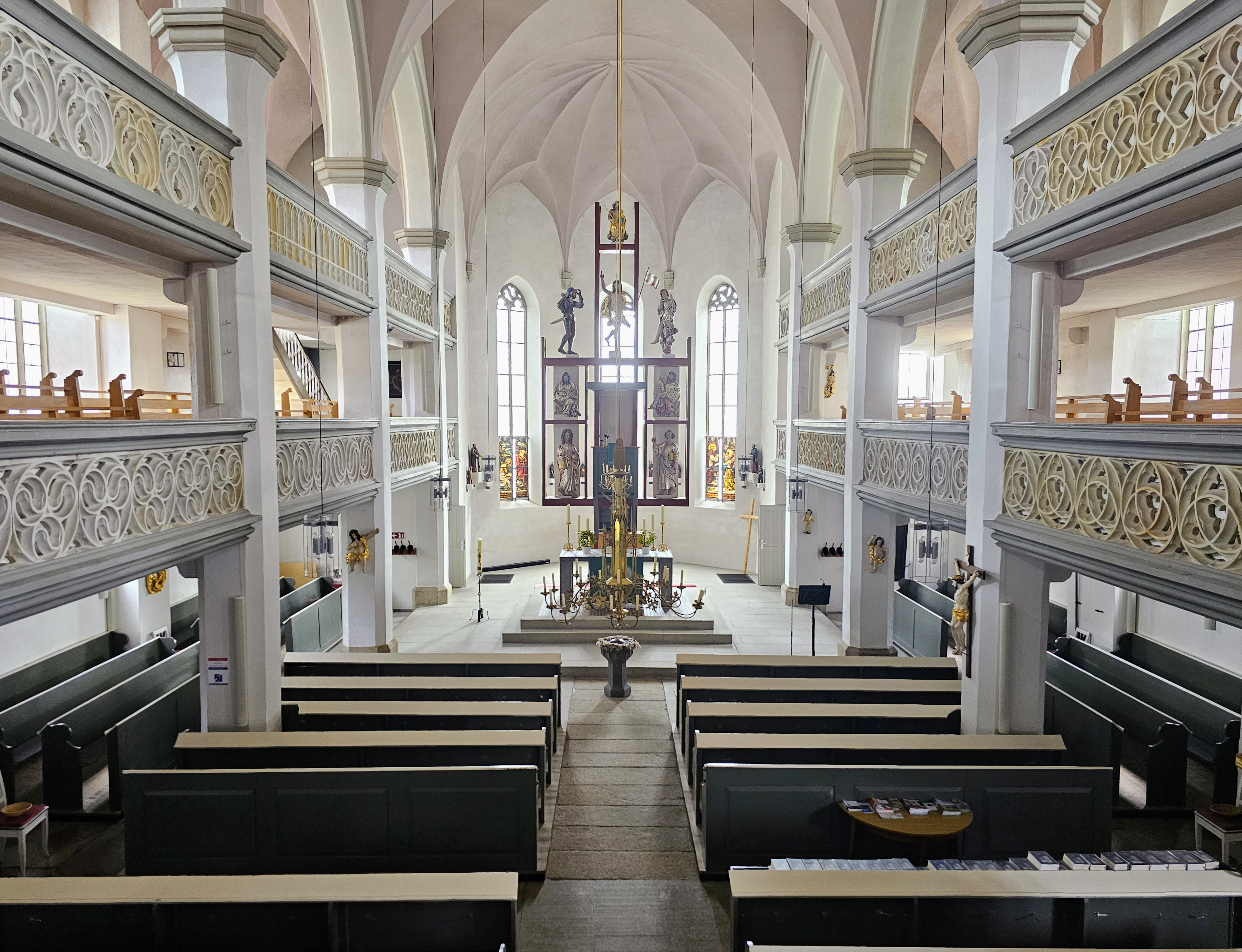
Innenraum (2023)

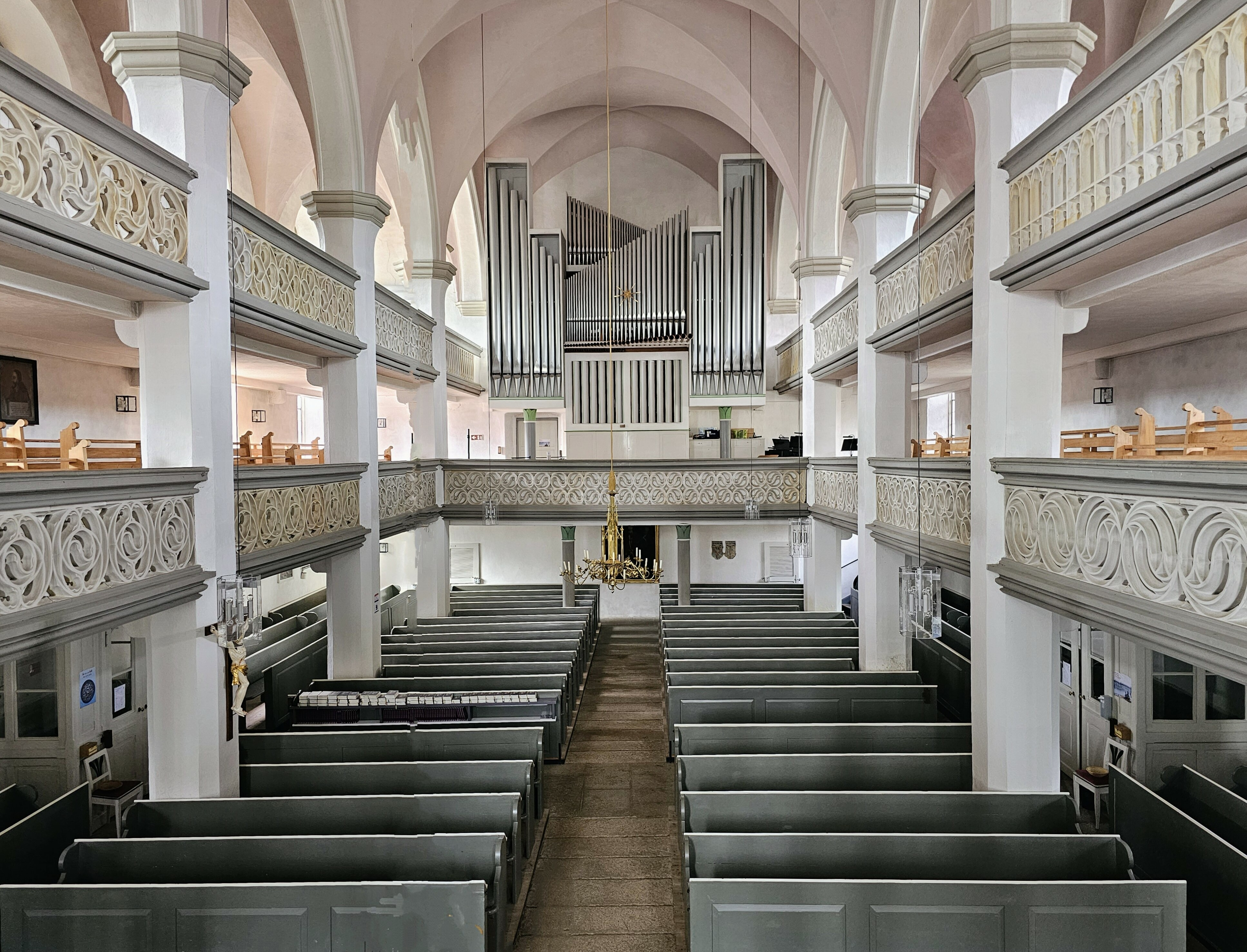
Blick zur Orgel

Die Michaeliskirche ist die evangelisch-lutherische Stadtkirche und Pfarrkirche von Kirchenlamitz, Bayern. Sie gehört zum Dekanat Selb.
Nach 1100 ist ein erster Kirchenbau für das Lamitztal anzunehmen. Turm und Langhaus gehen in der erhaltenen Bausubstanz auf die Zeit um 1500 im spätgotischen Stil zurück. Im Jahr 1528/29 wurde die Reformation eingeführt. Bevor die Superintendentur nach Wunsiedel kam, befand sie sich von 1558 bis 1568 in Kirchenlamitz.
An einem Anbau um 1600 erinnert das Doppelwappen von Markgraf Geor Friedrich und seiner zweiten Frau Sophie von Braunschweig-Lüneburg. Die Kirche fiel dem Stadtbrand von 1830 zum Opfer, sie wurde wiederaufgebaut und 1837 eingeweiht. Um 1960 erfolgten umfangreiche Renovierungsmaßnahmen, die zu einer Neugestaltung der Innenausstattung führte.
Der jetzige Altar wurde 1959 arrangiert. Er beherbergt in moderner Einfassung Figuren des Barockaltars von 1687, die in der Werkstatt Elias Räntz gefertigt wurden. Neben weiteren Figuren nehmen die vier Evangelisten die zentrale Position ein. Von 1835 bis 1959 befand sich an dieser Stelle ein Kanzelaltar als Element des Markgrafenstils.
Die Orgel wurde 1960 von G. F. Steinmeyer & Co. erbaut. Sie verfügt über 31 Register auf zwei Manualen und Pedal.
Die Bildhauerfamilie Knoll war um 1745 an der Ausstattung der Kirche beteiligt, aus ihrer Werkstatt stammt u. a. der Taufengel. Zehn Epitaphen sind an der Friedhofsmauer vor der Gottesackerkirche aufgestellt.
Die Kirche und das Ensemble des Ortskerns stehen unter Denkmalschutz. Die Kirche ist eingerahmt vom Pfarrhaus und von den Häusern der Hofer Straße und der Klostergasse.